# Franco Borghetto
Franco Borghetto (Bonorva, 19 maggio 1953) è un politico italiano, sindaco di Sassari dal 1990 al 1994.

## Biografia
Esponente del PSI. Già assessore alla Programmazione, Sviluppo Economico e Lavoro nella giunta comunale sassarese di Marco Fumi, è stato sindaco di Sassari dal 1990 al 1994 e vicepresidente della Provincia di Sassari.
È stato il primo presidente del Consorzio industriale provinciale per l’Area di sviluppo industriale di Sassari, Porto Torres e Alghero. Ha anche ricoperto il ruolo di assessore provinciale a Sassari, prima dal 1998 al 2000 e poi dal 2005 al 2008.